# Siewiernyj (rejon swietłojarski)
Siewiernyj (ros. Северный) – osiedle w Rosji, w obwodzie wołgogradzkim, w rejonie swietłojarskim. W 2010 liczyło 264 mieszkańców.